# Стелантис
Stellantis NV е транснационална корпорация за производство на автомобили, образувана през 2021 г. в резултат на сливане на италианско-американския автомобилен производител Fiat Chrysler Automobiles (FCA) с френската компания Groupe PSA. Названието Stellantis (на български: Стела̀нтис) произлиза от латинския глагол stello, означаващ „сияе като звезда“.
Корпорацията е регистрирана в Нидерландия като публична компания с ограничена отговорност, притежава 14 бранда: Abarth, Alfa Romeo, Chrysler, Citroën, Dodge, DS, Fiat, Jeep, Lancia, Maserati, Opel, Peugeot, Ram Trucks и Vauxhall. Наименованието „Stellantis“ се използва изключително като корпоративен бранд, названията и логотипите на автомобилните брандове остават непроменени.
В компанията работят около 400 000 служителя, тя е представена в повече от 130 страни, в 30 от които – и с производствени предприятия.
През 2020 г. бъдещите участници новото обединение са произвели 6,8 млн. автомобила.

## История
В началото на 2019 г. Fiat Chrysler Automobiles предприема опит за сливане с френската група Renault и сключва с компанията предварително споразумение. Френското правителство обаче не подкрепя това споразумение, и предложението е оттеглено.
Впоследствие Fiat Chrysler Automobiles се обръща с предложение към Groupe PSA. Сливането, официално съгласувано през декември 2019 г., позволява да се създаде четвъртия по големина производител на автомобили в света по обем на производството и довежда до ежегодна икономия на разходи в размер на около 3,7 млрд. евро или 4,22 млрд. долара.
На 21 декември 2020 г. Европейската комисия обявява, че одобрява сливането с минимални средства на правна защита за осигуряване на конкуренцията в този сектор.
Сливането е потвърдено на 4 януари 2021 г. след гласуване от акционерите на двете компании, сделката е приключена на 16 януари 2021 г. Търгуването с обикновени акции на обединената компании започват на италианската фондова борса и на Euronext Paris на 18 януари 2021 г., а на следващия ден става листинг на Нюйоркската фондова борса, като на всички борси акциите получават тикер „STLA“.

## Структура
Според състоянието към 2021 г. портфейлът на брандовете на Stellantis е:
| Бранд                  | Основан | CEO на бранда          | Позициониране    |
| ---------------------- | ------- | ---------------------- | ---------------- |
| Chrysler               | 1925    | Timothy Kuniskis       | American brands  |
| Dodge                  | 1914    | Timothy Kuniskis       | American brands  |
| RAM                    | 2010    | Michael Koval          | American brands  |
| Mopar                  | 1937    | Timothy Kuniskis       | American brands  |
| Jeep                   | 1941    | Christian Meunier      | Global SUV       |
| Fiat/Fiat Professional | 1899    | Olivier François       | Core             |
| Abarth                 | 1949    | Olivier François       | Core             |
| Citroën                | 1919    | Vincent Cobée          | Upper mainstream |
| Peugeot                | 1882    | Linda Jackson          | Upper mainstream |
| Opel                   | 1862    | Michael Lohscheller    | Upper mainstream |
| Vauxhall               | 1903    | Michael Lohscheller    | Upper mainstream |
| Alfa Romeo             | 1910    | Jean-Philippe Imparato | Premium          |
| DS Automobiles         | 2014    | Béatrice Foucher       | Premium          |
| Lancia                 | 1906    | Luca Napolitano        | Premium          |
| Maserati               | 1914    | Davide Grasso          | Luxury           |

## Права на собственост
След сливането на FCA и PSA собственици са:
- Exor: 14,4 %
- семейство Peugeot: 7,2 %
- Bpifrance: 6,2 %
- Dongfeng Motor Group: 5,6 %
- Tiger Global: 2,4 %
- UBS Securities: 1,6 %
- The Vanguard Group: 0,96 %